# Hanušovice
Hanušovice (in tedesco Hannsdorf) è una città della Repubblica Ceca facente parte del distretto di Šumperk, nella regione di Olomouc.